# 腺茉莉
腺茉莉（学名：Clerodendrum colebrookianum）为唇形科大青属的植物。分布于马来西亚、锡金、尼泊尔、缅甸、印度、印度尼西亚、孟加拉、泰国、老挝、越南以及中国大陆的西藏、云南、广东、广西等地，生长于海拔500米至2,000米的地区，常生于山坡疏林、灌丛和路边，目前尚未由人工引种栽培。

## 别名
臭牡丹（云南）